# 頭城搶孤
頭城搶孤（とうじょうそうこ）は、台湾の宜蘭県頭城鎮で旧暦7月に開催される、中元のイベント。合計で高さ43メートルに達する柱と梯子をよじ登る速さを競う、台湾の奇祭。  
頭城搶孤は同類のイベント（搶孤）の中では最も高さが高く、最も知名度が大きい。  
頭城搶孤は台湾の重要な民俗祭典であり、関連する民俗宗教儀式や官民の芸術文化活動を含むイベントとして発展してきた。 頭城搶孤は宜蘭県無形文化資産に指定されている。

## 搶孤とは

柱をよじ登る参加者。2009年

搶孤とは、孤魂（弔う人のない霊魂）への供物を搶奪する、中元普度の儀式の一つ。
中元とは道教の三元に由来する行事で、台湾では仏教の盂蘭盆会と習合されている。中元における行事の一つとして普度があり、普度とは「あまねく済度する」を意味する仏教用語に語源を持つ言葉であり、つまり弔う人のない霊魂を弔う行事である。
かつて漢民族が故郷を背に海を越えて台湾へ渡ったが、客死しても子孫が無ければ魂を供養する者がいない。このため、毎年旧暦7月の中元に孤魂を供養する普度が挙行されるようになった。搶孤は中元普度の終わりに行われる儀式である。
中元普度の儀式の始まりには、竹の先に提灯を吊るした「燈篙」を高く掲げて孤魂を招来し、供物を捧げる。中元普度の期間が終わると、孤魂は冥界へ帰るはずだが、一部の孤魂が帰らずに現世に居着くことが恐れられている。そのため、搶孤を挙行して人々の大声援によって孤魂を威嚇して追い返しの意を伝え、孤魂を駆逐し、祓い清めることを目的としている。
搶孤の主な方法は「鬼魂を人に象徴させる」ことで、参加者は5人1組のチームに分かれ、各チームは1本の柱に１本の麻縄のみで木と竹でできた棚を登り、頂上を目指す。真夜中に銅鑼が鳴ると、各チームは組体操のようにスクラムを組んで登って行き、最初に棚の頂上にある旗を捕らえた者が勝者となる。
台湾の搶孤イベントは、清朝の道光年間に起源を持つ「頭城搶孤」が最も有名であり、慣例によるとイベントは全て旧曆7月の最後の晩に挙行される。イベントの前には冗長繁雑な祭典があり、如破土、押煞、普施、迎神、迎斗燈、建造孤棚、孤棧、放水燈、豎燈篙などの儀式がある。旧暦の7月15日に前もって行われる飯棚搶孤もイベントのウォーミングアップとされる。このほか、屏東県恒春鎮の搶孤も古くから行われる搶孤イベントとして知られる。

## 沿革

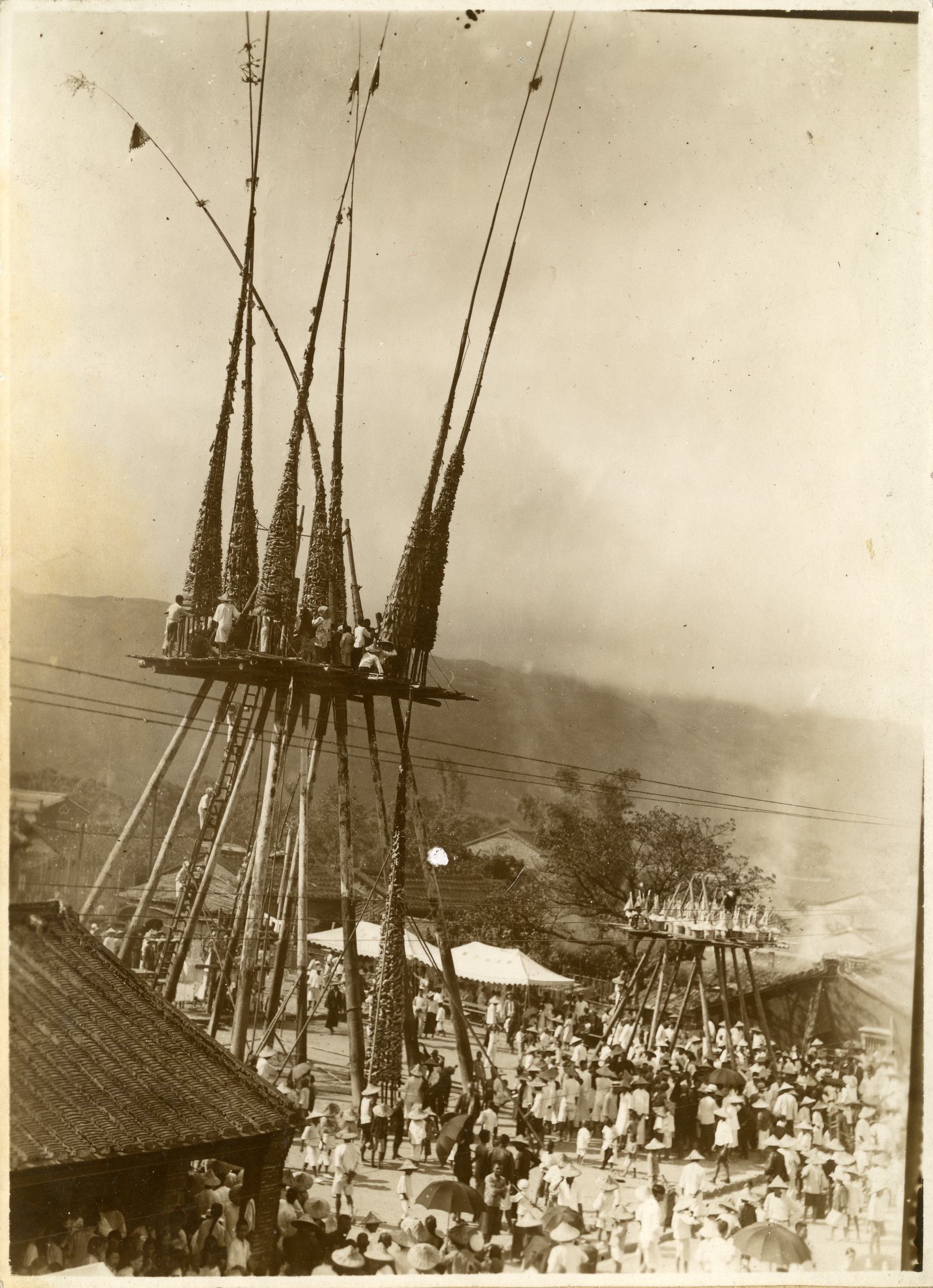
台湾の日本統治時代に行われた頭城搶孤。が1935年に撮影。

搶孤は仏教の盂蘭盆会を起源とし、頭城搶孤は漢民族の蘭陽平原開拓の移住の歴史と密接な関係があると考えられており、主に烏石港埠頭の労働者によって始められ、また、吳沙が蘭陽平原を拓いた翌年に、災害に遭った人々の孤魂を偲んで挙行されたとも言われている。開墾初期は天災、疫病、戦争などのために亡くなり、埋葬が困難で魂を安らげる場所がない開拓民もあった。 そのため、地元民は毎年旧暦7月に資金を集めて普渡法会を開き、旧暦7月30日（鬼門關）に搶孤の儀式を行い、搶孤者は競って柱に登り、供物と順風旗を以って先祖の祭祀と孤魂の普渡を願った。
この行事の最も古い記録は清朝の道光5年（1825年）にさかのぼる。 噶瑪蘭の通判であった烏竹芳は、『噶瑪蘭廳志』の「蘭城中元」という詩の中で搶孤について触れている。 彼は詩の題名の下に、「蘭の七月十五の夜には、松明が空に掲げられ、歌が街を賑わし、小川に沿って火が灯され、各家の前に高台が設けて果物が供えられ、ならず者たちが食べ物を奪い合う、これを搶孤と呼ぶ」と記している。
初期には、頭城の開成寺城隍廟前の広場で孤棚が挙行され、別のより低い飯棚が頭城の慶元宮でも挙行された。特に、慶元宮の前には桟橋があったため、大坑地域の船頭は帆船のマストを孤棚の設営に提供することができ、そのため、頭城の孤棚は他の場所の孤棚よりも背が高く、廟の出口側の渡り廊下は孤棚と孤柱を置く場所として利用された。 しかし、清代の頭城搶孤の活動については、『噶瑪蘭志略』や『噶瑪蘭廳志』にも明確な記録はない。
この行事の危険性と当時の情勢の不安定さから、光緒20年（1894年）の劉銘伝はこの行事を悪習とみなし、禁止を命じたが、日本統治時代には再開され、『台湾日日新報』でも大々的に搶孤が報道された。

1935年9月8日の報道には「全島唯一」と題され、その後1936年には増田福太郎、1937年には鈴木清一郎も視察・記録に訪れている。日本統治時代にはすでに観光・レジャー・娯楽の性質を帯びており、例えば、宜蘭線が臨時列車を運行したり、日本の警察が交通整理を行ったり、特産品の小売店が関連する商業宣伝活動に参加したりした。 しかし、皇民化運動と第二次世界大戦の勃発により、1937年から1945年の間にイベントは中断された。

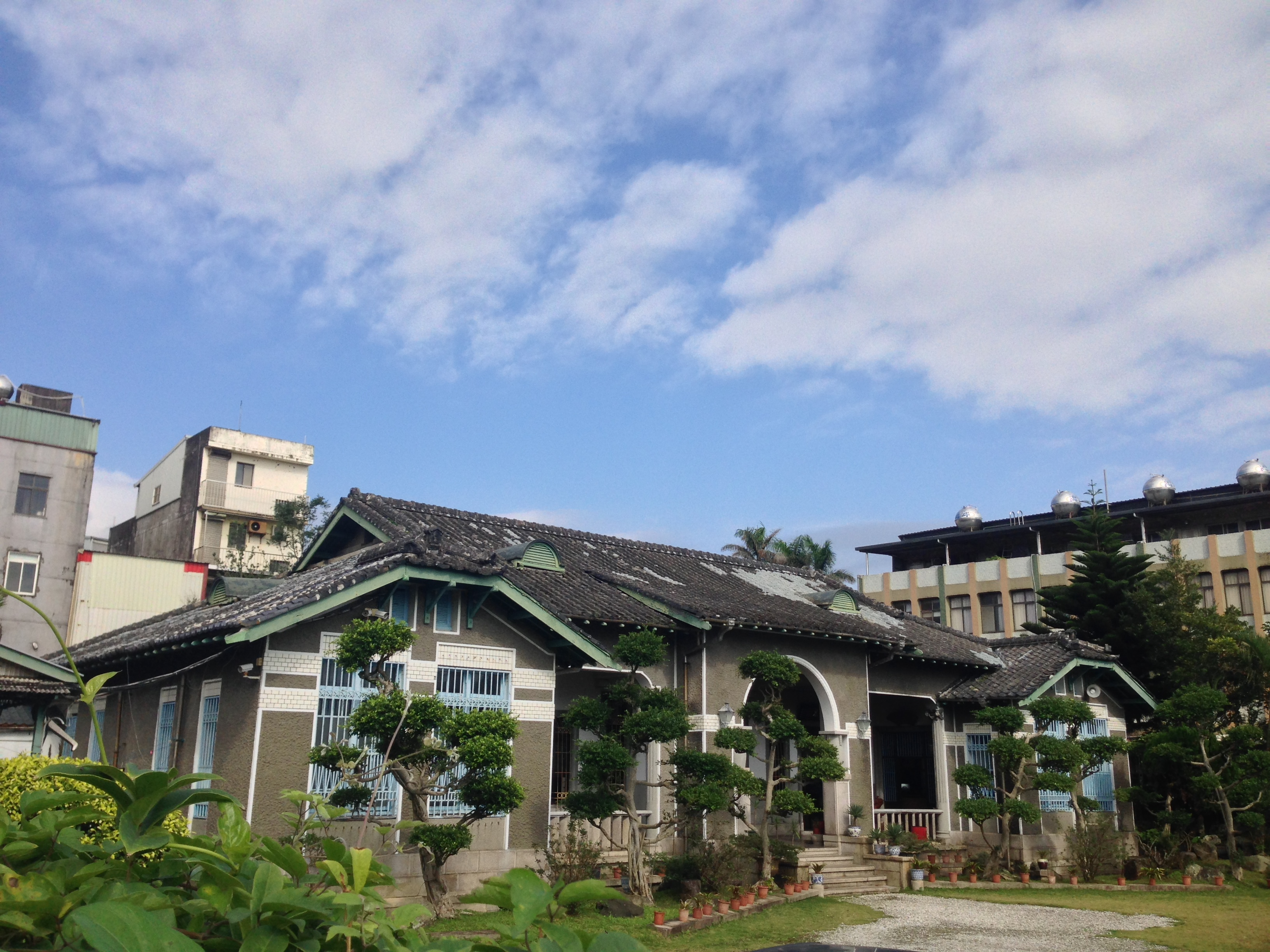
頭城鎮、盧纘祥邸宅。県定古蹟

終戦後、1946年、頭圍鄉の初代郷長・盧讚祥の主導の下で搶孤イベントが再開されたが、旧暦7月30日の深夜、搶孤イベント中に一人の死者と一人の負傷者が出た。翌年、安全ネットが追加されたが、依然として事故が報じられ、鎮長の黃竹旺がイベントを中止させた。1949年、台北県政府宜蘭区署が頭城鎮の代表者宛に、搶孤の競争が治安に影響をもたらすとして禁止を文章で通達し、搶孤は禁止された。
その後、頭城鎮民代表会は「頭城鎮中元祭典委員会」を設立し、各委員が代表と里長を兼任し、代表会が中元祭の実質的な運営単位となった。 同委員会は開成寺前での中元祭を継続して開催している。

### 再開
1991年、当時の宜蘭県長の游錫堃による「文化立県」という指標の推進により、宜蘭県政府は宜蘭開拓195周年記念活動を開催し、頭城で搶孤イベントを再開することが決議され、頭城中元祭委員会が幾度もの初回会議を開いた後、最終的に安全対策を追加してイベントを再開することが決定され、頭城鎮中元祭委員会がイベントを主導することになった。
1992年と1993年は継続的に開催されたものの、各回のイベントに莫大な財政支出が必要であったため、1994年と1995年は経費補助と会場の問題から2度中断され、頭城海水浴場に隣接する文小二広場で合同フェスティバルが開催されたのみであった。1996年には、宜蘭開拓二百年記念と宜蘭県政府による文化建設推進運動を受けて、再び搶孤が開催されるようになった。1997年には台湾省政府の組織再編に伴い、頭城中元祭委員会は「祈福斗燈」を外部に提供して一般からの購入金や寄付金を受け付けるようになり、委員会から各村落へ経費の補助はされなくなった。
1998年から2003年にかけては、資金不足から中断を余儀なくされたが、2003年に里長と鎮民の代表を中心に構成された社団法人宜蘭県頭城鎮中元祭典協会が設立され、2004年から宜蘭県議会と宜蘭県政府の双方の後援を得て開催を続け、観光とスポーツを組み合わせた民俗公演へと発展している。
2006年12月27日、「文化資産保存法」第59条および「伝統芸術民俗及び関連文化財の指定及び廃止に関する弁法」第64条により、「宗教民俗と身体競技への崇敬、異様さ、激しさを兼ね備え、台湾のみならず世界各地の民族にも稀である」という理由で、頭城搶孤は民俗節慶の類の文化資産として指定された。同年の報道によると、頭城と同じくかつて搶孤の伝統を持っていた屏東県崁頂郷の地元住民が、搶孤再開を願って頭城搶孤に何度も足を運んだという。
2020年から2022年にかけて、新型コロナウイルス感染症の深刻な流行により、活動休止を余儀なくされた。 
2023年にはイベントが再開された。現在は主に「頭城搶孤民俗教育園区」で行われている。

## 孤棧製作

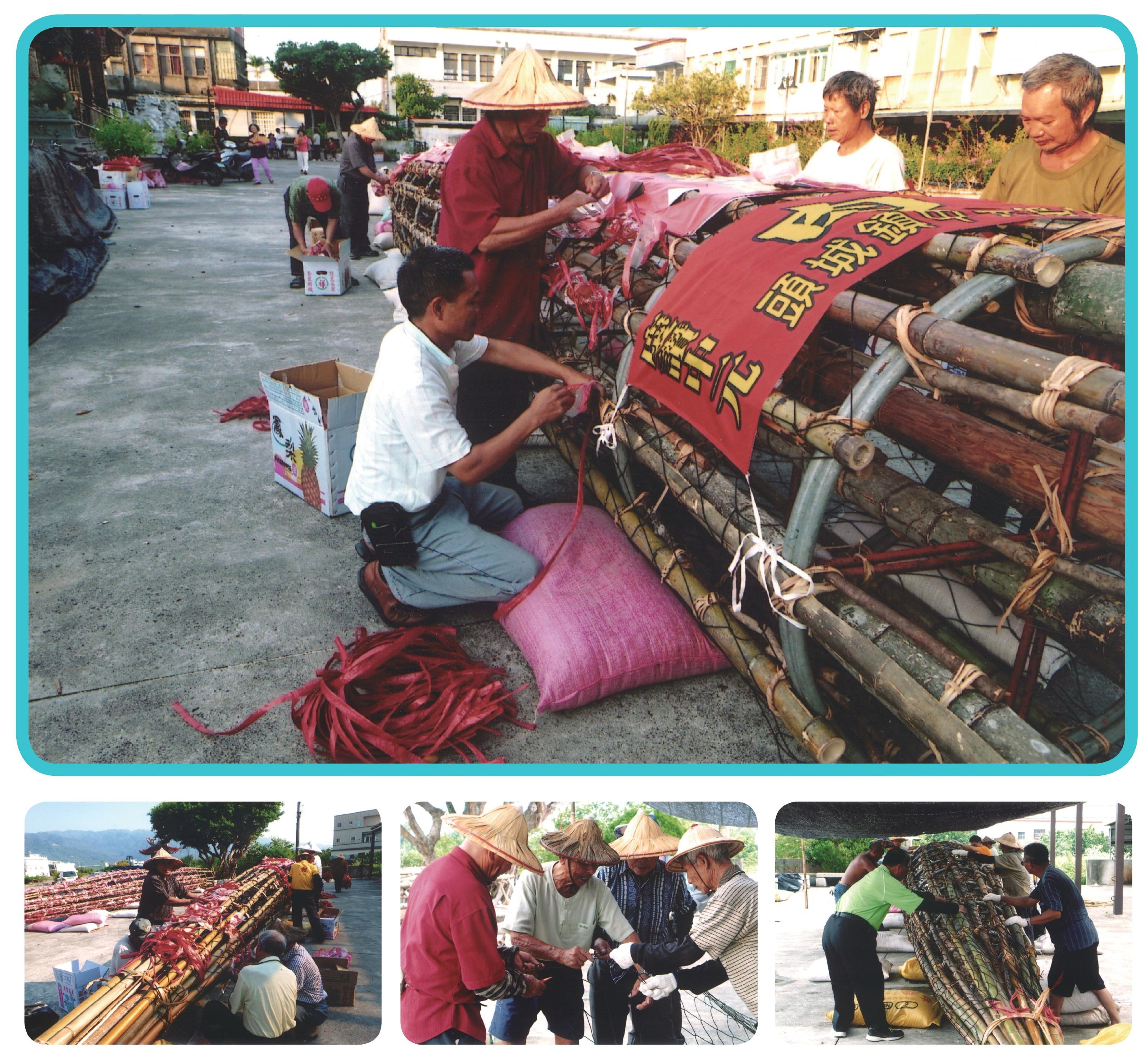
頭城鎮、下埔社区で孤棧を編む様子

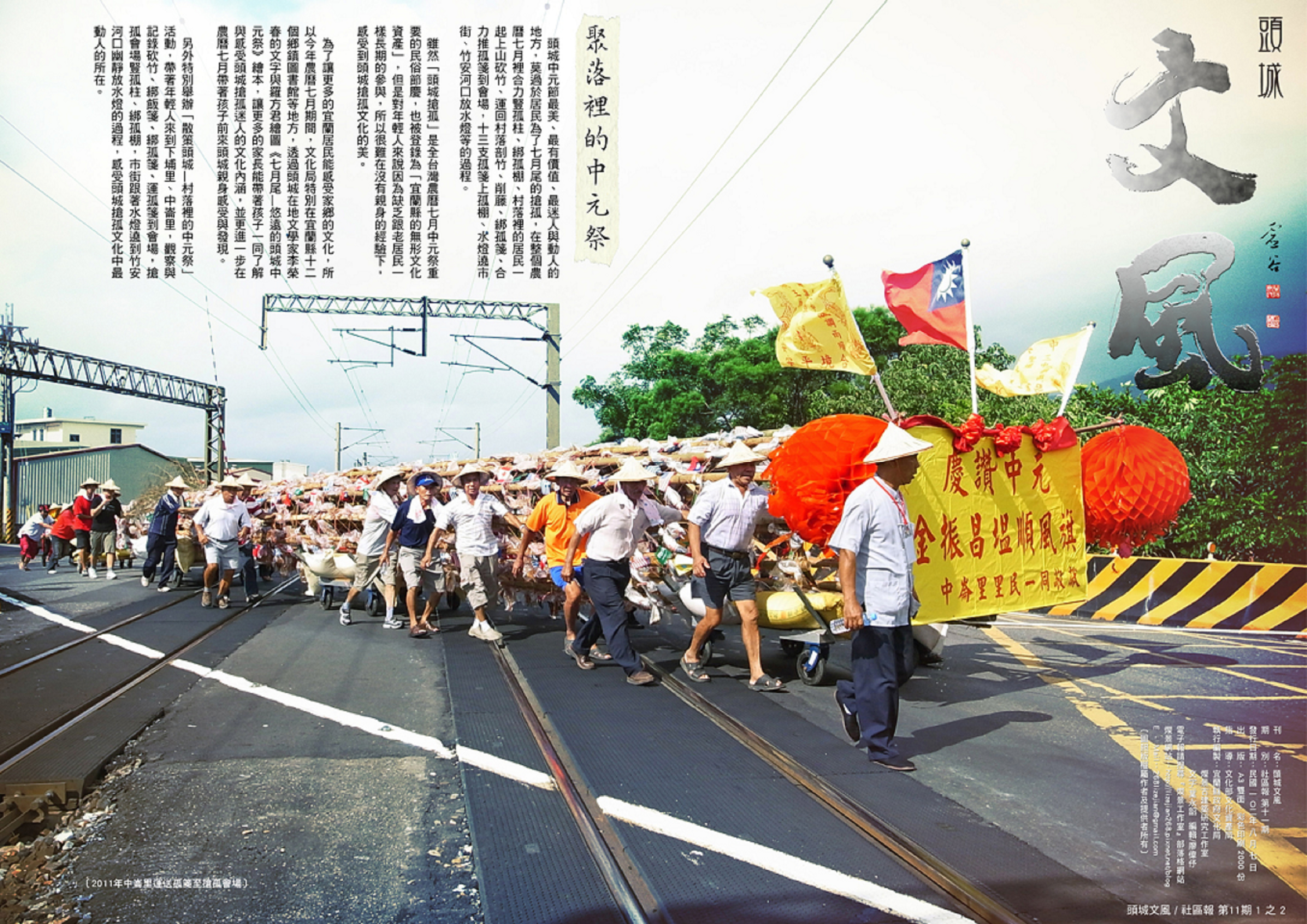
孤棧の巡業

通常、活動において搶孤の棚は、「飯棚」と「孤棚」の2つの主なタイプに分けられる。このうち、通称「乞丐棚」と呼ばれる飯棚は規模が小さく、高さは約18メートル。通常、棚の上には一籠の米飯が置かれ、鬼魂が充分な食物を得られるよう、法師が「化食法」を施す。当初、この棚架は15日には搶棚イベントが行われ、搶孤イベントの事前準備運動と見なされ、「頭城搶孤第一の棧」と呼ばれた。この棚は主に下埔王爺棧が建造の責を負った。
孤棚は正式な競技用の棚架で、規模は飯棚に比してはるかに大きく、高さは43メートルに達する。孤棚の上には13基の孤棧が設けられ、それぞれに異なる供物や各種大小の金の札と、順風旗が吊るされている。これは主に次の3つの部分で構成される：
- 上部：頂には13座の孤棧が設置され、それぞれの孤棧は高さ約30メートルあり、16本の竹を編んで作られている。これらの孤棧の上には各種の供物が吊るされ、頂端には順風旗が置かれている[33][34]。

- 中部：孤棚の中間には「倒翻棚」がある。幅は約12メートル、奥行きは約7.2メートル。

- 下部：孤棚の基礎として16本の衫の木の柱があり、各柱の高さは約13メートル、登攀の難易度を増すために、各柱には75キロの牛脂が塗られている。

その昔、孤棧は頭城の各村の住民によって共同で作られていた。 竹を主な材料とし、莿竹の下の部分は四季を象徴するように4つに割られた。 これらの竹片を、あらかじめ結んでおいた13本の丸竹の輪（現代では鉄の輪が使われる）に入れ、内側の丸輪と外側の4本の竹片を黄色い籐で固定し、外側を12ヶ月を表す12本の長枝竹で結び、最後に孤棧の頂端を結ぶ。
さらに、住民たちは、各村の文化や信仰を表す供物を孤棧に結び付ける。そして搶孤当日の朝、孤棧は搶孤イベント会場へ運ばれる。 現代では孤棧の製造文化を伝承するために、蘭陽博物館で毎年定期的に孤棧伝承活動を開催し、地元の長老たちを招いて孤棧の製作方法を教えている。

## イベント
頭城の中元普渡活動は、その地域の風習によって、地区性の中元普渡と頭城地方が共同で行う中元普渡の2つに大別される。前者は頭城の各里が独自に主催するもので、各里の公廟と各里の自宅の門を祀る。普渡の時間は、頭城各里の公廟が決めるか、里民の慣例的な取り決めにより統一して祭拜が行われる。後者は、頭城の開成寺が主催する中元普渡で、搶孤を含み、普度の時間は旧暦の7月末日の3日間と決められている。そのため頭城搶孤は実際上は「頭城開成寺城隍廟中元祭典」の後に行われる民俗行事である。
研究者らは頭城での搶孤の変化を4つの段階に分けている。最初は流民の救済を目的とした「門口搶孤」、次に祓禳を主な目的とした「集体搶孤」、そして競技的な「選手搶孤」へと発展し、最終的には現代の観光と民俗体育を趣旨とした「民俗搶孤」へと発展した。
醮典は3日間続く。初日は道士らが梁皇宝懺を誦吟する式典が行われ、二日目は行列や灯篭流しなどのイベントがあり、三日目に搶孤が挙行される。
近年、伝統的な祭事の変革により、様々な変化やエンターテインメントの要素が徐々に搶孤イベントのプログラムに取り入れられている。 伝統的な搶孤競技とは別に、カラオケ大会、映画俳優や歌手のステージ、歌仔戯などの一連のパフォーマンスも含まれている。

### 醮局の順序

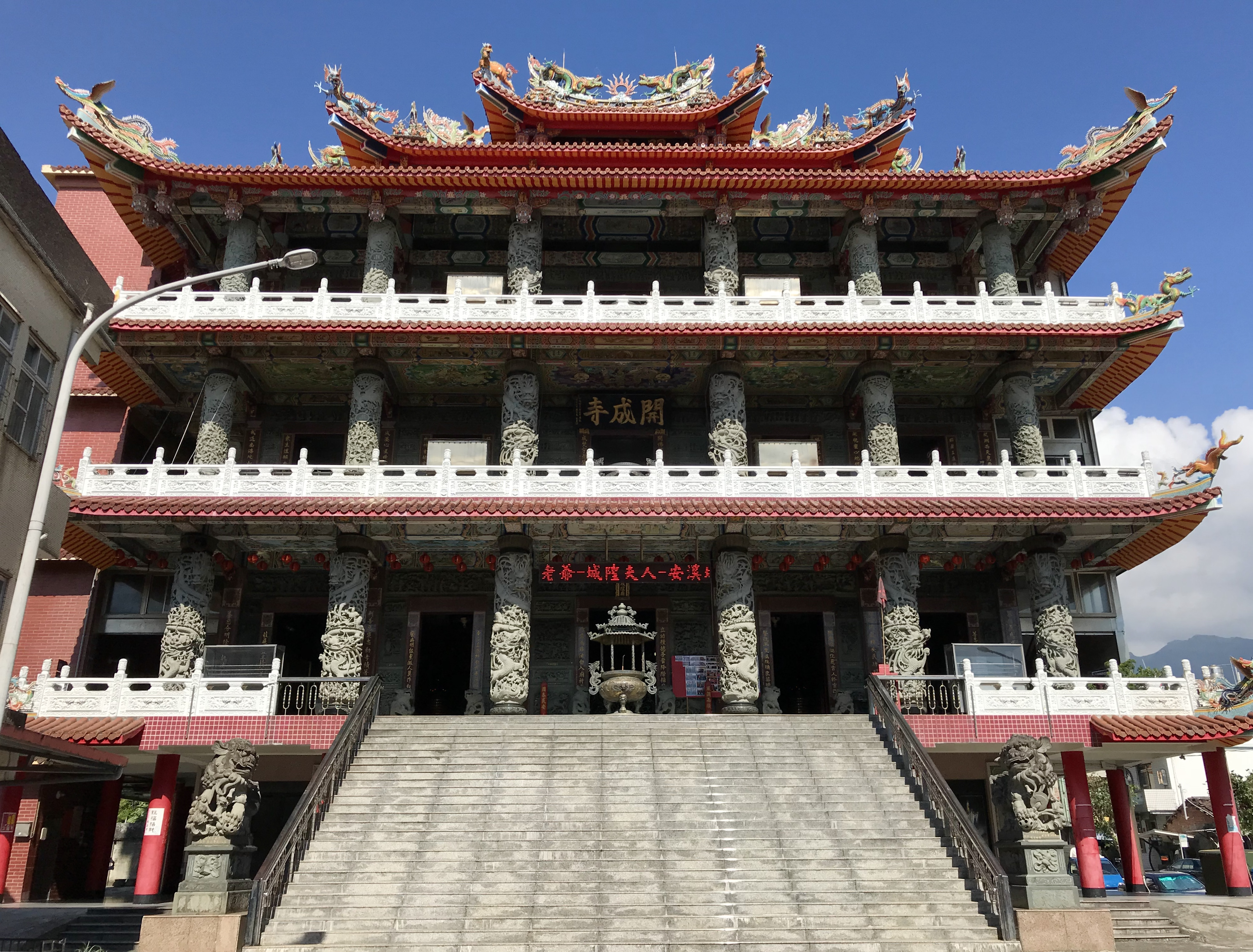
頭城開成寺城隍廟

醮局の組織は四つの主な任務、すなわち主会、主醮、主壇、主普に基づいており、これらを総称して「四大柱」、「頂四柱」と称し、それぞれがこの四つの任務の長である。主会：醮壇の総監督、主醮：道士の監督指導及び祭儀責任者、主壇：醮壇の建設・解体責任者、主普：普渡・普施の責任者。四大柱の下には、「四小柱」「下四柱」と呼ばれ、執行を支える副会首、協会首、都会首、賛会首がいる。
旧暦7月1日、天神と孤魂を祭祀するための「祝告天神破土押煞」の儀式が始まる。旧暦7月11日から15日にかけて飯棧が製作され、7月15日に開蒙普施の儀式が行われる。旧暦7月20日以降、醮壇の建設が始まり、醮の準備が行われる。 醮は通常、紅頭道士たちによって行われ、完成すると燈篙の設置やその他の儀式が始まる。
迎神坐鎮儀式は7月26日に開始され、搶孤活動の主として神明の醮壇への降臨を乞うことを目的とし、その後神と孤魂を招く重要な儀式である燈篙科儀が行われる。燈籠の科儀を終えると正式に三日三晩の醮典が始まる。
7月27日は醮典の初日であり、この日の主な儀式には、功労者発表、功績発表、日程発表、道士の入壇を天地に告げる儀式など、通常は発表の科儀などが含まれ、これをもって醮典が正式に開始される。その後、読経と礼懺の科儀が諸神を招いて行われ、道士たちは地元の村々の家や里長、民間の代表者らの家をまわって供物を祭拜する。夜の行事には台湾北度正一道派による敕水禁壇の科儀の実演も含まれる。
7月28日には、道士が各地区の寺廟や斗燈の代表者に祭拜を行う。7月29日、祭拜の法会が挙行され、水灯篭の巡業が行われる。昼間には醮檀の地区を巡業し、夕方には市街地も巡行する。普度の儀式に先立ち、呉沙とその部下、その他宜蘭開拓の先駆者たちの功績を記念する「祭拜呉沙公」の儀式が行われる。また、伝統に基づき、竹安河の河口で灯篭流しの儀式が行われる。このようにして、孤魂は普度のためにこの場所に召喚される。
7月30日の朝、孤棚の頂上に高さ約100尺の孤棧が吊るされ、午前中の行事には「謝三界」があり、これは建醮の成功を天に祈り、その加護を求める儀式であり、天公を崇拜する儀式でもある。 夕方には普渡の科儀があり、これは三日間の醮典の最後の儀式で、搶孤競技前の重要な節目である。午後8時頃に普施が行われ、儀式は終了する午後11時頃まで行われる。

### 搶孤
搶孤イベントは旧暦7月30日の真夜中に開始され、2つのステージに分けられる。まず飯棚（個人戦）搶孤があり、直後に大棚（団体戦）搶孤が行われる。この競技では、供物が競技のメインターゲットとされ、通常1チーム5人で構成され、柱は1本のみ、道具は麻縄1本に制限された合計12チームほどが出場できる。
競技開始の銅鑼が鳴ると、各チームは素早く動いて棚柱に抱き着き、孤棚に登ろうとする。孤棚の表面は滑りやすい牛脂で覆われているため、参加チームには高度なチームワークが必要とされる。通常、最初のチームメンバーは組体操の要領で空中に持ち上げられ、すぐに孤棚の上にある「倒塌棚」に登りつく。倒塌棚の上にある糕餅を地面にばらまき、高さ約30メートルの孤棧に登る。
孤棚に登ることに成功したら、チームのメンバーは孤棚の頂にある赤いロープをすぐに切断し、残った白い布だけを使って頂上を攻略し、屋根の上にある順風旗を外す。順風旗を獲得したチームは勝者としての栄誉を受け、民間信仰によれば旗を掴んだ者は神や精霊の庇護を得られるという。その後、祭壇への感謝と魂を見送るため跳鍾馗（鍾馗の舞）が捧げられる。近年のイベントでは高額な賞金が贈られる。

### 海外選手
頭城搶孤では国内外から参加者を募集している。要件は、満20歳以上の健康な男性で、監督1人選手5人でチームを組んでの参加となる。2023年には日本人選手とフランス人選手が賞金を獲得した。

## その他
- 鈴木清一郎が1934年に著した《台湾旧慣 冠婚葬祭と年中行事》では台湾北部の著名な搶孤として、板橋接雲寺、土城地区、さらには宜蘭頭城が挙げられ、また搶孤が往々にして死傷の惨事を招いたことも記されている[15]。

- 慣例によれば、搶孤者は、搶孤の建設と解体を行った労働者への報酬として、孤棧に食料を2山残さなければならない。伝説によれば、不満を持った労働者が孤棚をその年に建てたとき、登攀者が指を入れて掴むことができないように、台の板の隙間を意図的に非常に狭くしておいたという[15]。